# (13560) La Pérouse
13560 La Perouse (1992 RX6) – planetoida z pasa głównego asteroid okrążająca Słońce w ciągu 5,32 lat w średniej odległości 3,05 j.a. Odkryta 2 września 1992 roku.